# Russinho
Russinho, właśc. Moacyr Siqueira de Queiroz (ur. 18 grudnia 1902 w Rio de Janeiro, zm. 18 kwietnia 1992 tamże) – brazylijski piłkarz grający na pozycji napastnika.

## Życiorys
Karierę zaczął w Rio de Janeiro w klubie Andarahy Atlético Clube w 1922 roku. W roku 1924 przeszedł do lokalnego rywala Vasco, której pozostał wierny przez 10 lat do 1934 roku. W 1935 przeszedł do innego klubu z Rio de Janeiro – Botafogo, w którym grał do 1938 roku. Jego największymi osiągnięciami w karierze klubowej było 4-krotne wywalczenie mistrzostwa stanu Rio de Janeiro – Campeonato Carioca w 1924, 1929, 1934 (z Vasco da Gama) oraz 1935 (z Botafogo) oraz 2-krotnie wywalczony tytuł króla strzelców tych rozgrywek w 1929 (23 gole) i 1931 (17 goli).
Russinho występował w reprezentacji Brazylii, z którą pojechał na mistrzostwa świata w 1930 w Urugwaju, w których wystąpił w meczu grupowym z Boliwią (w reprezentacji zadebiutował 20 grudnia 1925 w meczu z argentyńskim klubem CA Newell’s Old Boys). Ogółem rozegrał w latach 1925–1930 2 mecze (3 jeśli zaliczymy mecz z Newell’s Old Boys) i strzelił bramkę w reprezentacji. Ostatnim jego meczem w reprezentacji był rozegrany 30 sierpnia 1930 roku wygrany 4-1 mecz z reprezentacją Jugosławii.